# Zeitlarn
Zeitlarn – miejscowość i gmina w Niemczech, w kraju związkowym Bawaria, w rejencji Górny Palatynat, w regionie Ratyzbona, w powiecie Ratyzbona. Leży około 10 km na północ od Ratyzbony, nad rzeką Regen, przy autostradzie A93 i drodze B15.

## Dzielnice
W skład gminy wchodzą następujące dzielnice: 
- Laub
- Mühlhof
- Neuhof
- Ödenthal
- Pentlhof
- Regendorf
- Riesen
- Sandheim
- Zeitlarn
- Zeitlberg